# 光貓兒菊
光貓兒菊（学名：Hypochaeris glabra），又名光貓耳菊，为菊科貓兒菊屬下的一种草本植物，原產於地中海附近地區，高一般不超過40釐米。

## 扩展阅读
- 維基物種上的相關：光貓兒菊